# Farsa de Ávila

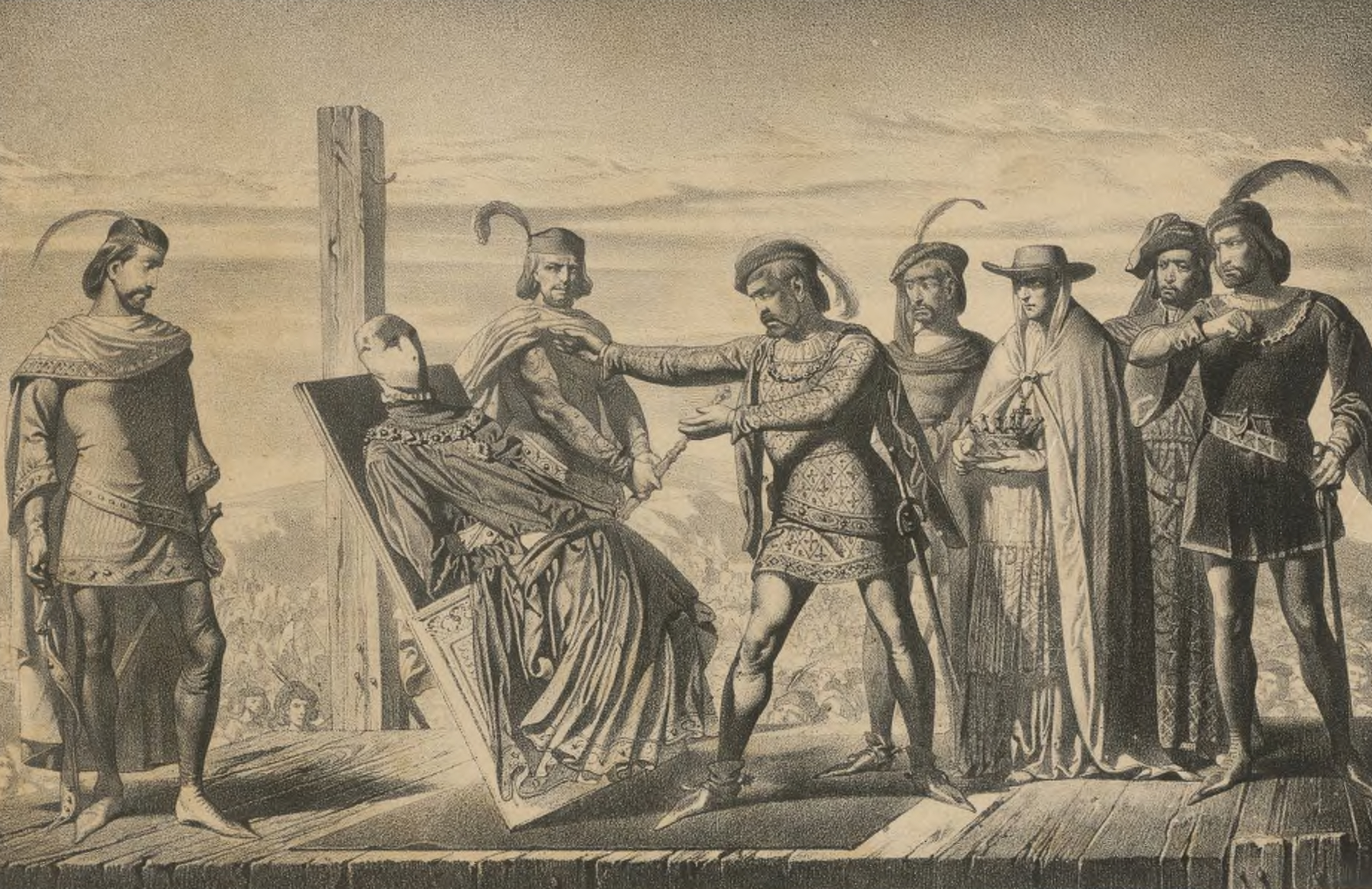
Interpretación del de Marcelino de Unceta del episodio de la farsa de Ávila

La Farsa de Ávila es el nombre con el que es conocida la deposición en efigie del rey Enrique IV de Castilla y la proclamación como monarca del príncipe de Asturias, Alfonso de Trastámara, medio hermano del rey Enrique. La ceremonia se organizó en los alrededores de Ávila, el 5 de junio de 1465, promovida por un grupo de grandes nobles castellanos. Este acontecimiento fue denominado por sus detractores con el mote despectivo de farsa de Ávila y así se suele citar en los libros de Historia.

## Antecedentes
Durante el reinado de Enrique IV los diversos bandos nobiliarios lucharon entre ellos y contra el rey para acaparar parcelas de poder. El poderoso marqués de Villena estaba descontento con el trato de favor de Enrique a sus rivales los Mendoza y el valido Beltrán de la Cueva. El marqués formó una alianza contra el rey junto con los arzobispos de Toledo, Sevilla y Santiago, el conde de Paredes, la familia Enríquez, los condes de Plasencia y de Alba, y otros nobles y eclesiásticos menores.
El 11 de diciembre de 1464 la liga antienriqueña dio un ultimátum: si el rey no rectificaba en su comportamiento y se deshacía de su gobierno, lo destituirían. Enrique trató de negociar pero no hubo acuerdo y el rey fue depuesto, primero en Plasencia el 27 de abril de 1465 y a continuación en Ávila el 5 de junio.

## Desarrollo de la ceremonia

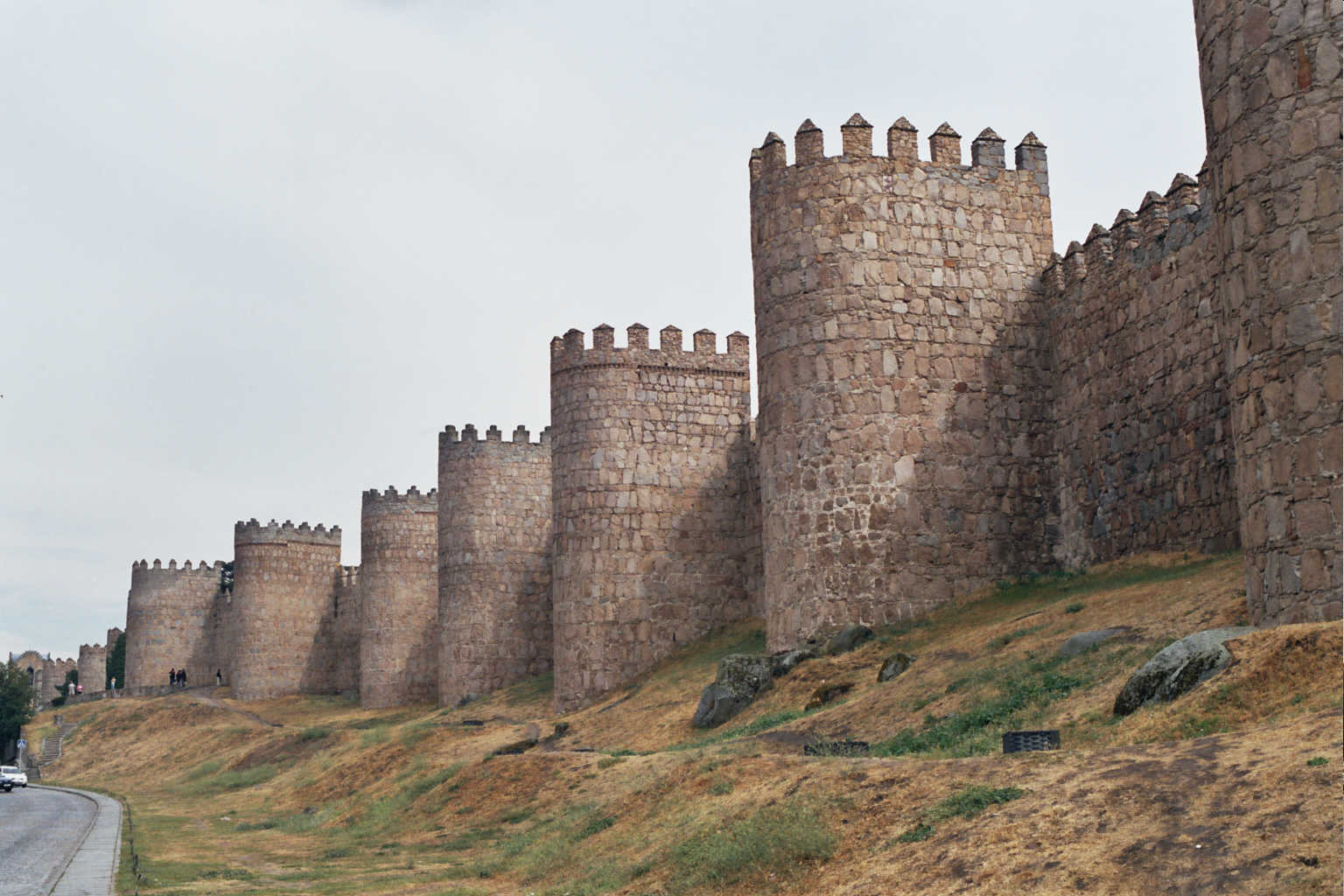
Murallas medievales de Ávila.

Sobre un gran tablado visible desde gran distancia, los conjurados colocaron una estatua de madera que representaba al rey vestido de luto y ataviado con la corona, el bastón y la espada reales. En la ceremonia estaban presentes Alfonso Carrillo, arzobispo de Toledo, el marqués de Villena, el conde de Paredes, el conde de Plasencia, el conde de Benavente y otros caballeros de menos estatus, además de un público compuesto por personas del pueblo llano. También se encontraba allí el infante Alfonso, que por entonces todavía no llegaba a los once años de edad.
Se celebró una misa y, una vez terminada, los rebeldes subieron al tablado y leyeron una declaración con todos los agravios de los que acusaban a Enrique IV. Según ellos, el rey mostraba simpatía por los musulmanes, era homosexual, tenía un carácter pacífico y, la acusación más grave, no era el verdadero padre de la princesa Juana, a la que por tanto negaban el derecho a heredar el trono.
Tras el discurso, el arzobispo de Toledo le quitó a la efigie la corona, símbolo de la dignidad real. Luego el conde de Plasencia le quitó la espada, símbolo de la administración de justicia, y el conde de Benavente le quitó el bastón, símbolo del gobierno. Por último, Diego López de Zúñiga, hermano del conde de Plasencia, derribó la estatua gritando “¡A tierra, puto!”.
Seguidamente subieron al infante Alfonso al tablado, lo proclamaron rey al grito de “¡Castilla, por el rey don Alfonso!” y procedieron a la ceremonia del besamanos.

## Consecuencias
El nuevo rey Alfonso XII fue considerado un títere en manos del marqués de Villena y no fue aceptado por una gran parte del país, que se mantuvo leal a Enrique IV. La situación degeneró en disturbios que duraron hasta la muerte de Alfonso en 1468 y el sometimiento de su hermana Isabel a la autoridad de Enrique IV, pero de hecho llegó a gobernar como Alfonso XII durante el trienio que duró su vida y mantuvo, como ha descubierto el investigador Óscar Perea, una Corte con una activa vida cultural en la cual figuraban caballeros tan importantes como Gómez Manrique y su sobrino Jorge, hijo del Conde de Paredes de Nava que fue nombrado Condestable de Castilla, el jurista Nicolás de Guevara y el poeta cancioneril Juan Álvarez Gato o el historiador Diego de Valera, maestresala del rey en 1467, aparte del propio Marqués de Villena; también Rodrigo Alonso Pimentel, IV conde de Benavente, y Pedro de Villandrando, conde de Ribadeo, y Diego de Ribera, ayo del príncipe Alfonso y caballerizo mayor de su corte, o Sancho de Rojas, señor de Cavia y Monzón y alcalde mayor de los hidalgos de Castilla; Martín de Távara; el prior de Osma, jurista y capellán real de don Alfonso XII Francisco Gómez de Miranda y otros. Por cierto que en su capilla figuraban cantores tan destacados como Diego Rangel. Gómez Manrique organizó festejos y compuso momos teatrales para celebrar el cumpleaños real en los que las damas de la Corte hacían el papel de hadas. De la brillantez de esta corte se hizo lengua el propio Jorge Manrique en sus Coplas a la muerte de su padre:
Pues su hermano el Inocente,
que en su vida subcesor
se llamó,
¡qué corte tan excelente
tuvo y quánto gran señor
que le siguió!
Más adelante, el marqués de Villena, sus parientes y parte de sus aliados rompieron con Isabel y, al morir Enrique en 1474, apoyaron a la princesa Juana como heredera al trono, aunque no pocos de los integrantes de la Corte de Alfonso XII se pasaron al bando isabelino y prosperaron en él. Estalló así la guerra de sucesión castellana, que se prolongaría hasta 1479.

## En televisión
La serie de televisión Isabel recrea la Farsa de Ávila. 